# Clodoveo di Boemia
Clodoveo (in ceco Vladivoj; 981 circa – gennaio 1003) fu duca di Boemia dal 1002 fino alla sua morte.

## Biografia
Probabilmente era un membro della dinastia dei Piasti, forse il secondo figlio di Dubrawka, figlia del duca Boleslao I di Boemia, e suo marito duca Miecislao I di Polonia, o un parente distante. Secondo altri, era figlio di Miecislao e della seconda moglie Oda. Quando il duca Boleslao III di Boemia fu detronizzato a seguito di una rivolta dal clan ceco dei Vršovci, i nobili boemi elevarono Clodoveo, che in precedenza era fuggito in Polonia, divenendo duca nel 1002. Lo storico ceco Dušan Třeštík scrive che Clodoveo assunse il trono boemo con il sostegno del duca polacco Boleslao il Coraggioso. A novembre ottenne anche il sostegno del re tedesco Enrico II che lo infeudò del ducato di Boemia. 
Dopo la morte di Clodoveo nel 1003, Boleslao il Coraggioso invase la Boemia e rimise sul trono ducale Boleslao III che fece però uccidere molti nobili boemi nei giorni di Quaresima del 1003. Il massacro del clan Vršovci a Vyšehrad ordinato da Boleslao III portò alla sua deposizione e alla successione del fratello minore Jaromír. 
Si dice che Clodoveo fosse un alcolizzato e che il suo bere abbia contribuito alla sua morte.  

## Ascendenza
|                        |   |   | Genitori |  |  | Nonni |  |  | Bisnonni |  |  | Trisnonni |  |
|                        |   |   |          |  |  |       |  |  | Lestek   |  |  | Siemowit  |  |
|                        |   |   |          |  |  |       |  |  | Lestek   |  |  | Siemowit  |  |
|                        |   | … |          |  |  |       |  |  | Lestek   |  |  |           |  |
| Siemomysł              |   |   |          |  |  |       |  |  | Lestek   |  |  |           |  |
|                        |   | … | …        |  |  |       |  |  |          |  |  |           |  |
|                        |   | … | …        |  |  |       |  |  |          |  |  |           |  |
|                        |   | … | …        |  |  |       |  |  |          |  |  |           |  |
| Miecislao I di Polonia |   | … |          |  |  |       |  |  |          |  |  |           |  |
|                        |   | … | …        |  |  |       |  |  |          |  |  |           |  |
|                        |   | … | …        |  |  |       |  |  |          |  |  |           |  |
|                        |   | … | …        |  |  |       |  |  |          |  |  |           |  |
| …                      |   | … |          |  |  |       |  |  |          |  |  |           |  |
|                        |   | … | …        |  |  |       |  |  |          |  |  |           |  |
|                        |   | … | …        |  |  |       |  |  |          |  |  |           |  |
|                        |   | … | …        |  |  |       |  |  |          |  |  |           |  |
| Vladivoj di Boemia     |   | … |          |  |  |       |  |  |          |  |  |           |  |
|                        | … | … |          |  |  |       |  |  |          |  |  |           |  |
|                        | … | … |          |  |  |       |  |  |          |  |  |           |  |
|                        | … | … |          |  |  |       |  |  |          |  |  |           |  |
| …                      | … |   |          |  |  |       |  |  |          |  |  |           |  |
|                        |   | … | …        |  |  |       |  |  |          |  |  |           |  |
|                        |   | … | …        |  |  |       |  |  |          |  |  |           |  |
|                        |   | … | …        |  |  |       |  |  |          |  |  |           |  |
| ?                      |   | … |          |  |  |       |  |  |          |  |  |           |  |
|                        |   | … | …        |  |  |       |  |  |          |  |  |           |  |
|                        |   | … | …        |  |  |       |  |  |          |  |  |           |  |
|                        |   | … | …        |  |  |       |  |  |          |  |  |           |  |
| …                      |   | … |          |  |  |       |  |  |          |  |  |           |  |
|                        |   | … | …        |  |  |       |  |  |          |  |  |           |  |
|                        |   | … | …        |  |  |       |  |  |          |  |  |           |  |
|                        |   | … | …        |  |  |       |  |  |          |  |  |           |  |
|                        |   | … |          |  |  |       |  |  |          |  |  |           |  |